# Special Olympics Fidschi
Special Olympics Fidschi (englisch: Special Olympics Fiji) ist der fidschianische Verband von Special Olympics International, der weltweit größten Sportbewegung für Menschen mit geistiger Beeinträchtigung und Mehrfachbeeinträchtigung. Ziel ist die sportliche Förderung dieser Personengruppe und die Sensibilisierung der Gesellschaft für sie. Außerdem betreut der Verband die fidschianischen Athletinnen und Athleten bei den Special Olympics Wettbewerben.

## Geschichte
Special Olympics Fidschi wurde 2012/2013 mit Sitz in Suva gegründet. Gestartet wurde die Initiative von Bishwa Sidal, einem Lehrer an einer Schule von Menschen für geistige Beeinträchtigung.

## Aktivitäten
2015 waren 950 Athletinnen, Athleten und Unified Partner sowie 21 Trainer bei Special Olympics Fidschi registriert.
Der Verband nahm 2016 am Programm Young Athletes teil, das von Special Olympics International ins Leben gerufen worden war.

### Sportarten
Folgende Sportarten wurden 2016 vom Verband angeboten: 
- Cricket
- Fußball (Special Olympics)
- Leichtathletik (Special Olympics)

### Teilnahme an Weltspielen vor 2020
• 2013 Special Olympics World Winter Games, PyeongChang, Südkorea (Beobachtungsteam)
• 2019 Special Olympics, World Summer Games, Abu Dhabi (21 Athletinnen und Athleten)

### Teilnahme an den Special Olympics World Summer Games 2023 in Berlin
Special Olympics Fidschi nahm an den Special Olympics World Summer Games 2023 teil. Die Delegation umfasste zwölf Athletinnen und Athleten unter der Leitung des Gründers von Special Olympics Fidschi Bishwa Sidal und wurde vor den Spielen im Rahmen des Host Town Program vom Berliner Bezirk Lichtenberg betreut. Special Olympics erwarb drei Goldmedaillen, sechs Silber- und vier Bronzemedaillen.